# Rosomah
Rosomáh ali žerúh (znanstveno ime Gulo gulo) je redka kuna, ki živi v arktičnem in subarktičnem področju zemeljske oble, v področjih tajge v Evraziji in Severni Ameriki, včasih ga lahko srečamo tudi v tundri. Je največji in najmočnejši predstavnik v družini kun.

## Način življenja
Ima vodoodporni kožuh iz debelih rjavih dlak, ki ga varuje pred mrazom in mokroto. Je samotar, ki vneto brani svoj teritorij pred drugimi samci. Teritorij, velik vsaj 2000 kvadratnih kilometrov označuje tako, da ob meji poškropi tekočino, ki jo proizvedejo posebne žleze pod njegovim repom. Rosomah ima zelo dobro razvit vonj. Je tudi dober plezalec, vendar spleza na drevo le ob nevarnosti, če je na njem plen, ali če le-tega hoče na njem skriti. Čeprav je teritorij samice dosti manjši, niso nič manj bojevite kot samci.

## Prehranjevanje
Rosomah je vztrajen plenilec in svoj plen večinoma lovi tako, da teče za njim tako dolgo, dokler plen ne omaga. Včasih sedi tudi v zasedi in žrtev napade nepričakovano. Poleti je leminge, male sesalce, ptiče in njihova jajca. Pozimi napada velike živali, kot so severni jeleni. Severnega jelena napade tako, da skoči na njegov hrbet in ga ugrizne v tilnik. Velikokrat ga po ugrizu tudi jaha, dokler jelen ne pade. Z njega pogosto strga velike kose mesa, nato pa jih odvleče in shrani v skrivališču. Velikokrat pusti drugim živalim, kot je na primer medved, da lovijo namesto njega. Ko medved ujame žrtev, se mu rosomah približa z dvignjenimi dlakami na tilniku, z režečimi zobmi in zraven še renči. Tako prestraši medveda in mu odvzame plen. Občasno se posladka tudi z jagodami. Česar ne more pojesti zakoplje za kasneje. Rosomah pogosto vdira tudi v človeška bivališča in krade zaloge hrane.

## Razmnoževanje
Med časom parjenja imajo samci rosomaha premirje. Samec mora samico z zobmi zgrabiti za tilnik in jo vleči nekaj metrov. Samec in samica se parita več ur, lahko tudi večkrat, kajti le grobo parjenje izzove ovulacijo. Samica ima vsake dve ali tri leta eno leglo, ki ga skoti ob najugodnejšem času, neglede na čas parjenja (samice rosomaha uporabljajo sistem upočasnitve - oplojena jajčeca nekaj časa mirujejo v maternici in se šele nato ugnezdijo), po navadi pa od januarja do aprila. Skoti 2 do 3 slepe mladiče, ki imajo rumenkasto dlako. Dva do tri tedne se mladiči prehranjujejo samo z materinim mlekom. V tem času samica le redko zapusti mladiče in se prehranjuje samo z zalogami, ki si jih je prej ustvarila. Pozneje nosi samica hrano v brlog in z njo hrani mladiče. Po osmih do desetih tednih samica odstavi mladiče. Po tem času ne sesajo več in jejo samo trdo hrano. Samci zapustijo mater, ko so spolno zreli, medtem ko samice zapustijo mater po dveh letih, ker prej niso spolno zrele.